# Емая (Техас)
Емая (англ. Amaya) — переписна місцевість (CDP) в США, в окрузі Завала штату Техас. Населення — 108 осіб (2020).

## Географія
Емая розташована за координатами 28°42′50″ пн. ш. 99°50′9″ зх. д. / 28.71389° пн. ш. 99.83583° зх. д. (28.713848, -99.835834).  За даними Бюро перепису населення США в 2010 році переписна місцевість мала площу 0,60 км², з яких 0,59 км² — суходіл та 0,00 км² — водойми.

## Демографія
Згідно з переписом 2010 року, у переписній місцевості мешкали 93 особи в 25 домогосподарствах у складі 23 родин. Густота населення становила 156 осіб/км².  Було 27 помешкань (45/км²).
Расовий склад населення:
| - 96,8 % — білих - 3,2 % — осіб інших рас |

До двох чи більше рас належало 0,0 %. Частка іспаномовних становила 100,0 % від усіх жителів.
За віковим діапазоном населення розподілялося таким чином: 34,4 % — особи молодші 18 років, 49,5 % — особи у віці 18—64 років, 16,1 % — особи у віці 65 років та старші. Медіана віку мешканця становила 37,5 року. На 100 осіб жіночої статі у переписній місцевості припадало 86,0 чоловіків;  на 100 жінок у віці від 18 років та старших — 103,3 чоловіків також старших 18 років.
За межею бідності перебувало 20,0 % осіб, у тому числі 0,0 % дітей у віці до 18 років та 100,0 % осіб у віці 65 років та старших.
Цивільне працевлаштоване населення становило 16 осіб. Основні галузі зайнятості: публічна адміністрація — 68,8 %, освіта, охорона здоров'я та соціальна допомога — 31,3 %.